# Parti de l'unification du peuple
Le Parti de l'unification du peuple (en anglais : People's Unification Party ; abrégé PUP) — également connu sous le nom de Parti populaire autochtone (en anglais : Native People's Party) — est un parti politique libérien.

## Histoire
Le Parti de l'unification du peuple est créé en 2014 par le représentant Emmanuel J. Nuquay (en) et le sénateur Henry Yallah,. Ils sont rejoints par le sénateur Sumo Kupee à la suite de sa défaite lors des primaires sénatoriales du Parti de l'unité. Lors de sa première participation à un scrutin, lors des élections sénatoriales de 2014, le parti remporte un siège avec Jim Tornonlah dans le comté de Margibi.

## Résultats électoraux

### Élections législatives
| Élection | Voix   | %    | Sièges | +/– |
| -------- | ------ | ---- | ------ | --- |
| 2017     | 87 946 | 5,96 | 5 / 73 | Nv  |

### Élections sénatoriales
| Élection | Voix   | %    | Sièges      | Sièges | Sièges | Sièges      | Sièges |
| Élection | Voix   | %    | Total avant | En jeu | Élus   | Total après | +/-    |
| -------- | ------ | ---- | ----------- | ------ | ------ | ----------- | ------ |
| 2014     | 22 528 | 4,94 | —           | —      | 1      | 1 / 30      | Nv     |
| 2020     | 56 398 | 4,94 | 1           | 0      | 1      | 2 / 30      | 1      |
| 2023     |        |      | 2           | 1      | 0      | 1 / 30      | 1      |